# استیو بلومر
استیو بلومر (به انگلیسی: Steve Bloomer) زادهٔ ۲۰ ژانویه ۱۸۷۴ بازیکن فوتبال اهل انگلستان بود که سابقهٔ بازی در تیم ملی فوتبال انگلستان را در کارنامهٔ خود دارد. وی در تاریخ ۹ مارس ۱۸۹۵ نخستین بازی ملی خود را در مقابل تیم ملی فوتبال ایرلند انجام داد و با حضور در ۲۳ بازی ملی، در تاریخ ۶ آوریل ۱۹۰۷ واپسین بازی ملی‌اش را در برابر تیم ملی فوتبال اسکاتلند برگزار کرد.
این بازیکن توانسته در بازی‌های ملی، ۲۸ گل به ثمر برساند.